# Открытый чемпионат Сеула по теннису
Открытый чемпионат Сеула по теннису (англ. Seoul Open; в 1990—1994 годах под спонсорским названием KAL Cup Korea Open) — международный мужской профессиональный теннисный турнир, проходивший с 1987 по 1996 год в весенние месяцы на хардовых кортах Теннисного центра в Олимпийском парке Сеула (Республика Корея). С 1990 года относился к базовой категории турниров АТР — ATP World, в последний год проведения призовой фонд составлял 203 тысячи долларов при турнирной сетке, рассчитанной на 32 участника в одиночном разряде и 16 пар.

## Победители и финалисты
Ни одному из участников Открытого чемпионата Сеула не удалось больше одного раза победить в одиночном или в парном разряде. Австриец Алекс Антонич стал единственным двукратным победителем турнира, по одному разу выиграв его в одиночном разряде и в парах. Также только один участник турнира, Тодд Вудбридж из Австралии, сумел дважды пробиться в финал в одиночном разряде. При этом Вудбридж, признанный мастер игры в парах, ни разу не дошёл в Сеуле до парного финала. Рекордсменами Открытого чемпионата Сеула по числу появлений в финалах являются американцы Джим Грабб, выигравший в одиночном разряде в первый год его проведения и дважды игравший в парном финале, и Кент Киннер, трижды проигрывавший в финале турнира пар.

### Одиночный разряд
| Год  | Победитель       | Финалист         | Счёт в финале  |
| ---- | ---------------- | ---------------- | -------------- |
| 1987 | Джим Грабб       | Андре Агасси     | 1-6, 6-4, 6-2  |
| 1988 | Дэн Голди        | Эндрю Касл       | 6-3, 6-7, 6-0  |
| 1989 | Роберт ван'т Хоф | Брэд Дрюэтт      | 7-5, 6-4       |
| 1990 | Алекс Антонич    | Пэт Кэш          | 7-6, 6-3       |
| 1991 | Патрик Баур      | Джефф Таранго    | 6-4, 1-6, 7-65 |
| 1992 | Сюдзо Мацуока    | Тодд Вудбридж    | 6-3, 4-6, 7-5  |
| 1993 | Чак Адамс        | Тодд Вудбридж    | 6-4, 6-4       |
| 1994 | Джереми Бейтс    | Йорн Ренценбринк | 6-4, 6-76, 6-3 |
| 1995 | Грег Руседски    | Ларс Реман       | 6-4, 3-1 отказ |
| 1996 | Байрон Блэк      | Мартин Дамм      | 7-63, 6-3      |

### Парный разряд
| Год  | Победители                   | Финалисты                        | Счёт в финале |
| ---- | ---------------------------- | -------------------------------- | ------------- |
| 1987 | Эрик Корита Майк Лич         | Джим Грабб Кен Флэк              | 6-7, 6-1, 7-5 |
| 1988 | Эндрю Касл Роберто Саад      | Джим Грабб Гэри Доннелли         | 6-7, 6-4, 7-6 |
| 1989 | Скотт Дэвис Пол Уэкеса       | Джон Леттс Брюс Ман-Сон-Хинг     | 6-2, 6-4      |
| 1990 | Грант Коннелл Гленн Мичибата | Марк Вудфорд Джейсон Столтенберг | 7-6, 6-4      |
| 1991 | Алекс Антонич Гилад Блюм     | Кент Киннер Свен Салумаа         | 7-6, 6-1      |
| 1992 | Кевин Каррен Гэри Мюллер     | Брэд Пирс Келли Эвернден         | 7-6, 6-4      |
| 1993 | Ян Апелль Петер Нюборг       | Нил Броуд Гэри Мюллер            | 5-7, 7-6, 6-2 |
| 1994 | Стефан Симиан Кенни Торн     | Кент Киннер Себастьен Ларо       | 6-4, 3-6, 7-5 |
| 1995 | Себастьен Ларо Джефф Таранго | Джошуа Игл Эндрю Флорент         | 6-3, 6-2      |
| 1996 | Рик Лич Джонатан Старк       | Кент Киннер Кевин Ульетт         | 6-4, 6-4      |